# Chaetoderma felderi
Chaetoderma felderi is een schildvoetigensoort uit de familie van de Chaetodermatidae. De wetenschappelijke naam van de soort is voor het eerst geldig gepubliceerd in 2007 door Ivanov & Scheltema.